# Adamo ed Eva (Jan Gossaert)
Adamo ed Eva è un'opera di Jan Gossaert, nota anche con i titoli Adamo ed Eva in Paradiso o La caduta dell'uomo, di cui esistono altre versioni custodite in musei differenti, come quella collocata presso la National Gallery.

## Storia
Il dipinto riproduce la maniera italiana caratteristica di Gossaert in questo periodo, appartenente al Rinascimento settentrionale. Le figure muscolose riflettono un ideale classico di perfezione corporea in base all'arte dell'Europa meridionale, e la loro gestualità rivela il tentativo di infondere un senso tutto italiano del dramma.

## Descrizione
Il dipinto è ricco di simboli. Un piccolo unicorno fra la gamba sinistra di Adamo e la destra di Eva affonda il corno nel fiume dell'Eden. Eva è rivolta in direzione della scimmia accovacciata presso l'Albero della Conoscenza, con un frutto fra le zampe; poiché la scena rappresenta il momento precedente al fatale morso della mela, Eva, tentata dalle parole del serpente, mostra all'esitante Adamo una mela intatta, mentre la scimmia ha già addentato il frutto e il suo gesto prefigura la caduta dell'uomo. La presenza del gufo aumenta l'enfasi e la condizione peccaminosa delle figure.